# Dromaeosauroides
Dromaeosauroides er navnet på en dinosaurusslægt fra tidlig kridttid, den såkaldte Berriasien-Valanginien-epoke. På grundlag af fundet af en tand ved Robbedale på Bornholm er den blevet klassificeret som et tidligt medlem af familien Dromaeosauridae. To tænder af arten er hidtil blevet fundet, begge er blevet erklæret danekræ.

## Den danske dinosaurus
Dromaeosauroides bornholmensis er indtil videre det eneste beskrevne medlem af slægten Dromaeosauroides. I 2000 blev der i den 140 mio. år gamle Jydegård-formation fundet en dinosaurtand, det første levn fra en dinosaurus fundet i Danmark. De efterfølgende studier viste at den stammede fra en kødædende dromaeosaurlignende art, en gruppe der ellers kun kendes fra senere perioder. D. bornholmensis er blevet estimeret til at være 3–4 m lang.
Berriasien-Valanginien er kendetegnet ved at flere ældre og yngre dinosaurusslægter eksisterede samtidig, i Europa er der fx i lag fra denne epoke fundet eksemplarer af både iguanodonter og allosaurider og af tyrannosaurider og altså Dromaeosauridae.
En model af Dromaeosauroides bornholmensis er opstillet på det geologiske museum NaturBornholm. Tanden er udstillet på Geologisk Museum i København.